# Mission régionale d'assistance aux Îles Salomon

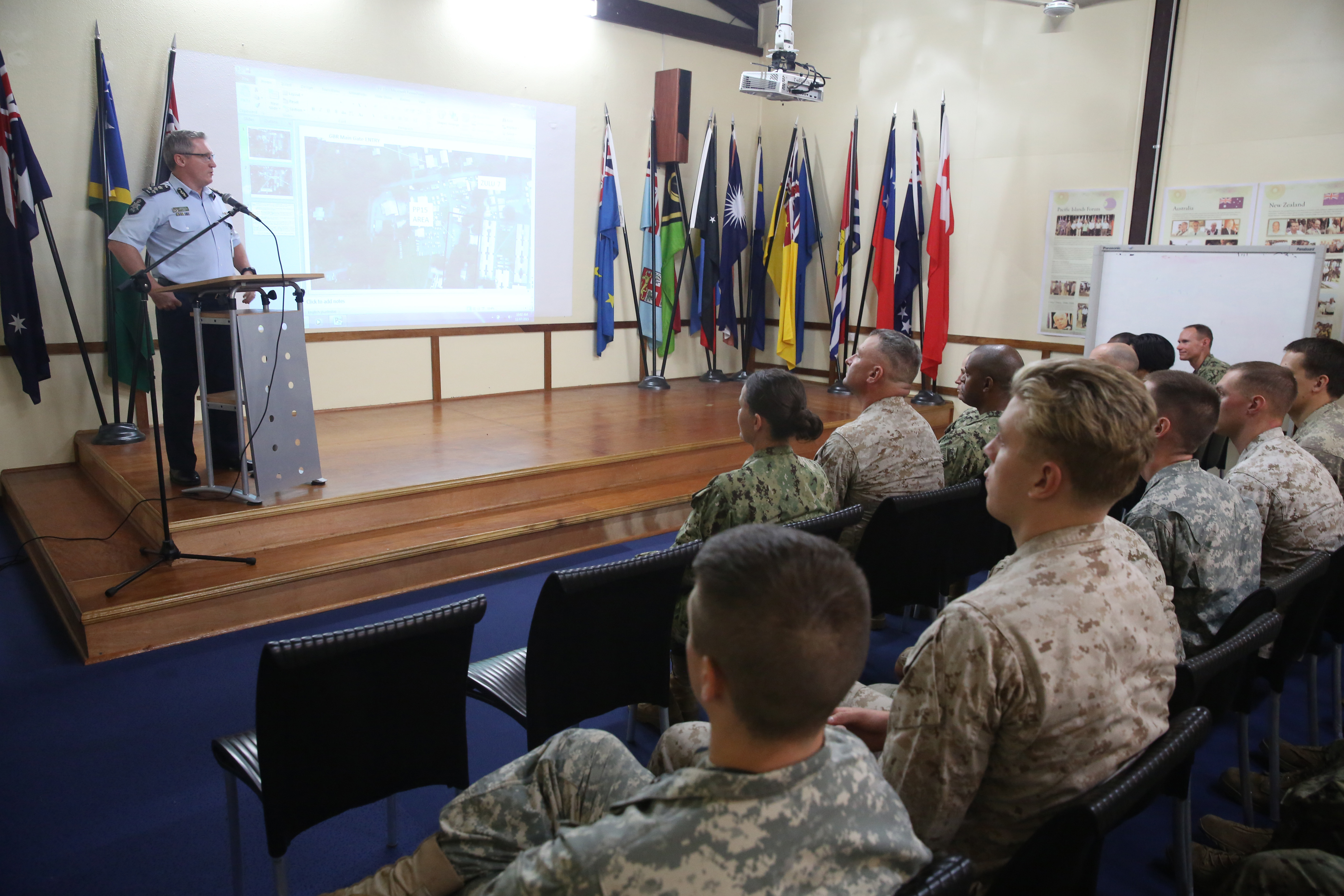
Réunion de bienvenue de la Regional Assistance Mission to Solomon Islands.

La RAMSI (pour Regional Assistance Mission to Solomon Islands — mission d'assistance régionale aux îles Salomon) est une force internationale de sécurité, composée de militaires et de policiers, qui a été envoyée dans cet archipel le 24 juillet 2003 pour rétablir l'ordre et l'autorité de l'État, sur demande du gouverneur général John Lapli et alors que se déroulaient des conflits interethniques. Elle s'achève en juin 2017.

## Historique
En juin 2003, le Forum des îles du Pacifique s'accorde sur la création de la RAMSI.
Le nom de l'opération est opération Helpem Fren (« aider un ami », en langue pijin). Elle consiste non seulement à désarmer les milices ethniques et à former la police nationale, mais aussi à accompagner des réformes politiques, juridiques et économiques pour renforcer la viabilité de l'État. La mission comprend ainsi divers conseillers, en plus de ses volets policier et militaire.
Elle est dirigée par un « coordinateur spécial », le premier étant l'Australien Nick Warner, diplomate de carrière. La participation australienne est désignée sous le nom de "Opération Anode" ; la participation néo-zélandaise sous le nom de "Opération Rata II".
La mission comprend également des représentants des Tonga, des Fidji, de Papouasie-Nouvelle-Guinée, des Îles Cook, des États Fédérés de Micronésie, des Kiribati, des Îles Marshall, de Nauru, de Niue, des Palaos, des Samoa, des Tuvalu et du Vanuatu. Il s'agit de la plus importante opération de coopération régionale de ce type.
Le ministre salomonais des Affaires étrangères Laurie Chan explique en octobre 2003 à l'Assemblée générale des Nations unies que RAMSI a « brisé le règne des gangsters et des chefs de guerre », rétabli l'ordre et l'État de droit, ainsi que permis d'assainir les finances publiques et d'entamer une lutte contre la corruption.
Les relations entre RAMSI et le premier ministre salomonais Manasseh Sogavare ont initialement été conflictuelles ; ce dernier accusait l'Australie d'utiliser RAMSI à des fins néo-colonialistes. Le Parlement a mis fin au mandat de Sogavare par une motion de censure le 13 décembre 2007, pour cette raison. Le nouveau gouvernement mené par Derek Sikua est favorable à la mission RAMSI. Manasseh Sogavare redevient premier ministre à l'issue des élections de 2014, mais se montre désormais un soutien de la RAMSI.
Le volet militaire de la mission RAMSI prend fin le 30 juin 2013 ; l'assistance internationale se concentre dès lors sur les opérations de police. Le dernier volet de la mission prend fin le 30 juin 2017, avec le retrait des forces de police internationales.